# Pfarrkirche Klagenfurt-Wölfnitz

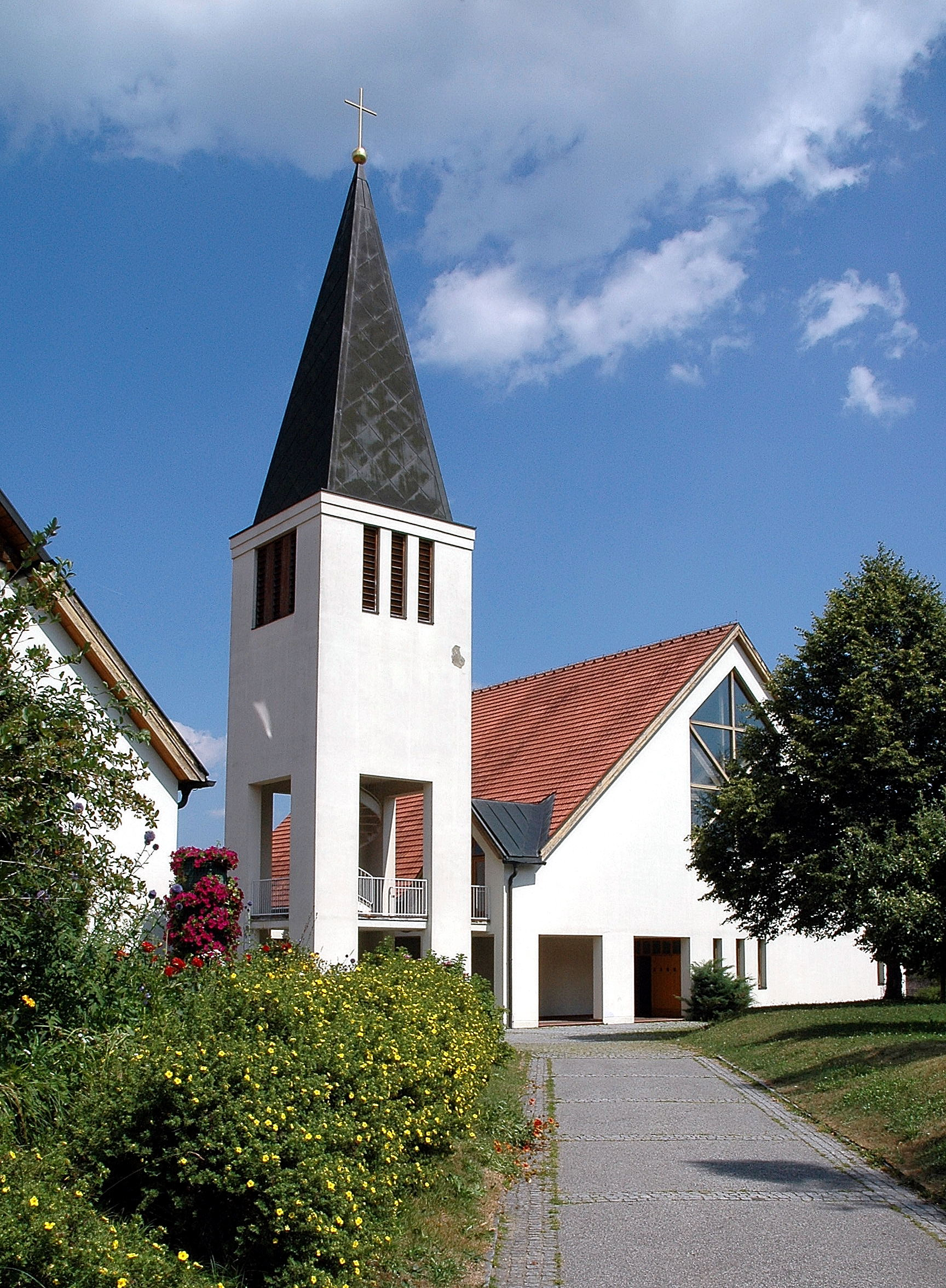
Zugangsbereich mit Turm

Die römisch-katholische Pfarrkirche Klagenfurt-Wölfnitz steht im 14. Stadtbezirk Wölfnitz in der Stadtgemeinde Klagenfurt am Wörthersee in Kärnten. Die dem Patrozinium des Heiligen Johannes der Täufer unterstellte Pfarrkirche gehört zum Dekanat Klagenfurt-Stadt in der Diözese Gurk-Klagenfurt.

## Geschichte
Zumal Tultschnig ein kleines Dorf ist, wurde mit dem Pfarrer Josef Komar 1967 mit dem Wohlwohlen vom Bischof Joseph Köstner im aufstrebenden Wölfnitz ein Baugrund erworben und 1978 erstmals ein Pfarrgemeinderat gewählt. Auch war für Wölfnitz die auf einem Hügel stehende Filialkirche Seltenheim zu klein und im Winter schwer erreichbar. Mit der Grundsteinlegung der Kirche in Wölfnitz 1985 durch Bischof Egon Kapellari wurde dieselbe Pfarrkirche und die Kirche in Tultschnig zur Filialkirche Tultschnig herabgestuft, mit 1985 wurde Franz Berger Pfarrer. Die Kirche wurde von 1985 bis 1987 nach den Plänen des Architekten Gernot Kulterer erbaut. Die Anschaffung von drei Glocken 1994 wurde mit der finanziellen Unterstützung des Baus einer Kirche mit Pfarrzentrum in Vikaspuri bei Neu-Delhi verbunden, die am 21. Februar 1993 geweiht wurde.

## Architektur
Die große einschiffige Hallenkirche mit einer hohen halbrunden Apsis hat im Nordwesten einen abgerückten zweigeschoßigen Turm mit einem eingezogenen Spitzhelm. Die Werktagskapelle befindet sich beim Haupteingang. Das Kircheninnere zeigt sich mit einem offenen Dachstuhl.
An der südlichen Außenwand ist eine Figur des heiligen Christophorus angebracht, auf Kupferblech gemalt bzw. patiniert. Diese Gestaltung stammt von Johanes Zechner.

## Ausstattung
Altar, Ambo, Tabernakelsäule und Taufbrunnen sind aus Gummerner Marmor aus dem Drautal gefertigt. Das Tabernakel, der Tabernakelturm und Deckel des Taufbrunnens sind aus vergoldetem oder vernickeltem Metall. Die Bestuhlung ist aus Buche beziehungsweise Fichte angefertigt, ebenso wie die sichtbare Dachkonstruktion. Auf dem Fußboden wurden Cotto-Ziegel verlegt.
Ein blaues Wasserband zieht durch das Taufhaus, das über dem Zachariasbild dargestellt ist. Hinter dem Taufbrunnen ist ein „Taufberg“ an die Wand gemalt. Daran werden im Laufe der Zeit die Namen jener angeschrieben werden, die in dieser Kirche das Sakrament der Taufe empfangen. Der Mond im Tauffenster stellt das Unruhige, Veränderliche und Vergängliche des Menschenlebens dar; das Tauffenster wurde aus handgearbeitetem Glas aus Schlierbach (Oberösterreich) geschaffen.
Die Apostelkreuze an den Seitenwänden erinnern an jene Stellen, an denen die Kirche bei der Weihe gesalbt wurde.
Im oberen Bereich der Triumphbogenwand sind die Gestalten des Lammes und der Taube angebracht, in Eitempera gemalt bzw. aus Industrieglas gefertigt. An der linken Triumphbogenwand schuf Zechner die zehn Tafelbilder zum Leben des heiligen Johannes des Täufers. Es handelt sich dabei um Holzpaneele, die mit Leinen bespannt und mit Eitempera bemalt sind. Die Tafeln zeigen folgende Szenen:
1. Johannes der Täufer: Im Jordan stehend, weist er auf Christus, das „Lamm Gottes“ hin.
2. Darunter das Wasser der Taufe.
3. An der Basismitte Zacharias bei der Namensgebung für seinen Sohn.
4. Links daneben der Hinweis auf den Weg, der bildhaft in der Johannespredigt zu begradigen ist.
5. Der Schriftzug „Gott“, der die Wurzel zur Johannesbotschaft bildet.
6. Darüber die Werkzeuge, die symbolhaft helfen sollen, die Umkehr im Sinne Johannes’ zu gestalten.
7. In der linken oberen Ecke der Kopf des Täufers, nach dem sich die Hand der Herodias ausstreckt.
8. Rechts davon die Begegnung Marias mit Elisabeth.
9. Daran schließt sich das Farbsymbol der johanneischen Bußpredigt an.
10. Das Zentrum bildet ein farbiges Gottessymbol.

Die drei Glocken mit der Stimmung auf das Gloria-Motiv f1, g1 und b1 goss die Glockengießerei Grassmayr 1994. Sie wurden von Prälat Karl-Heinz Frankl geweiht.